# Лаубах

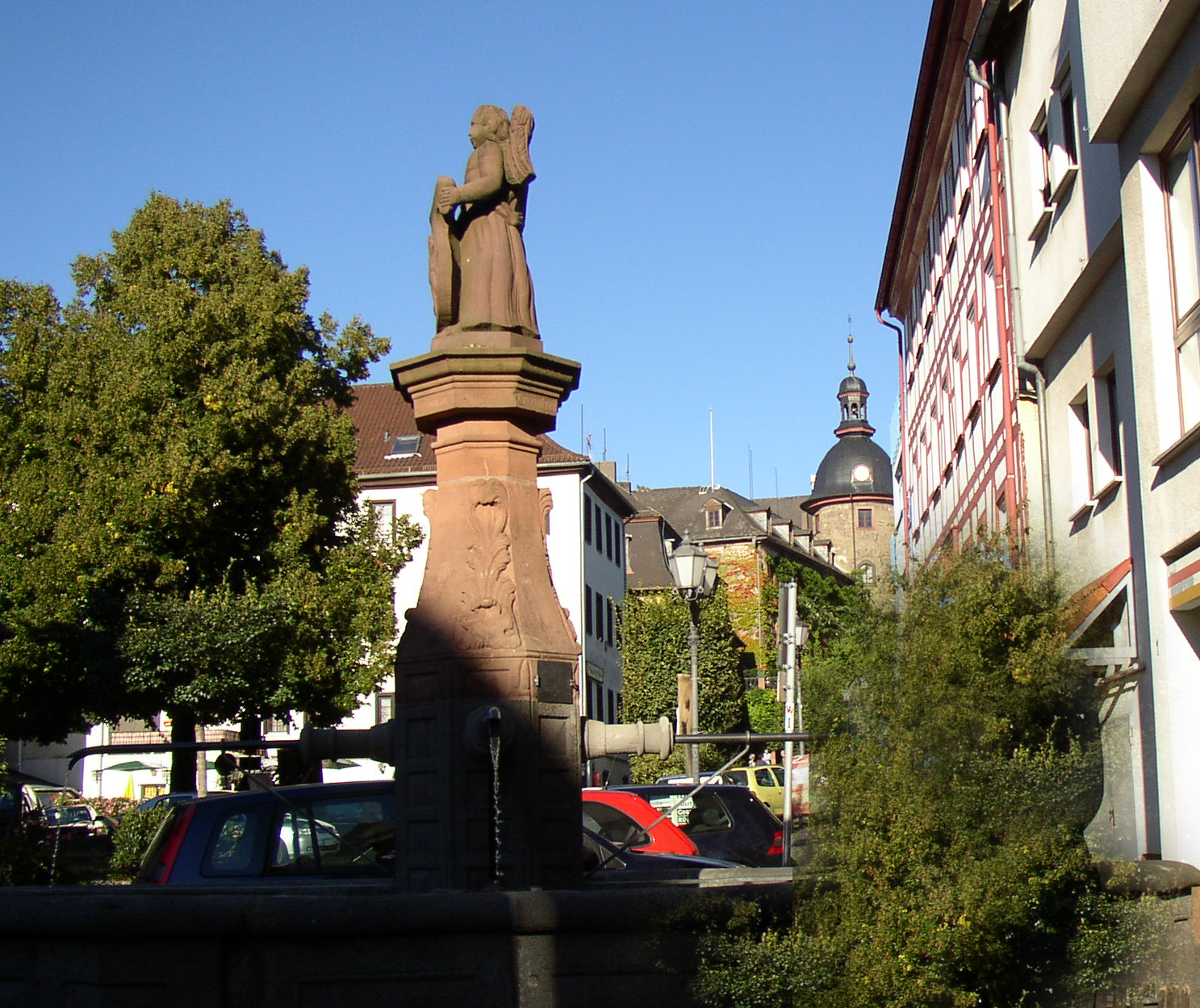
Лаубах

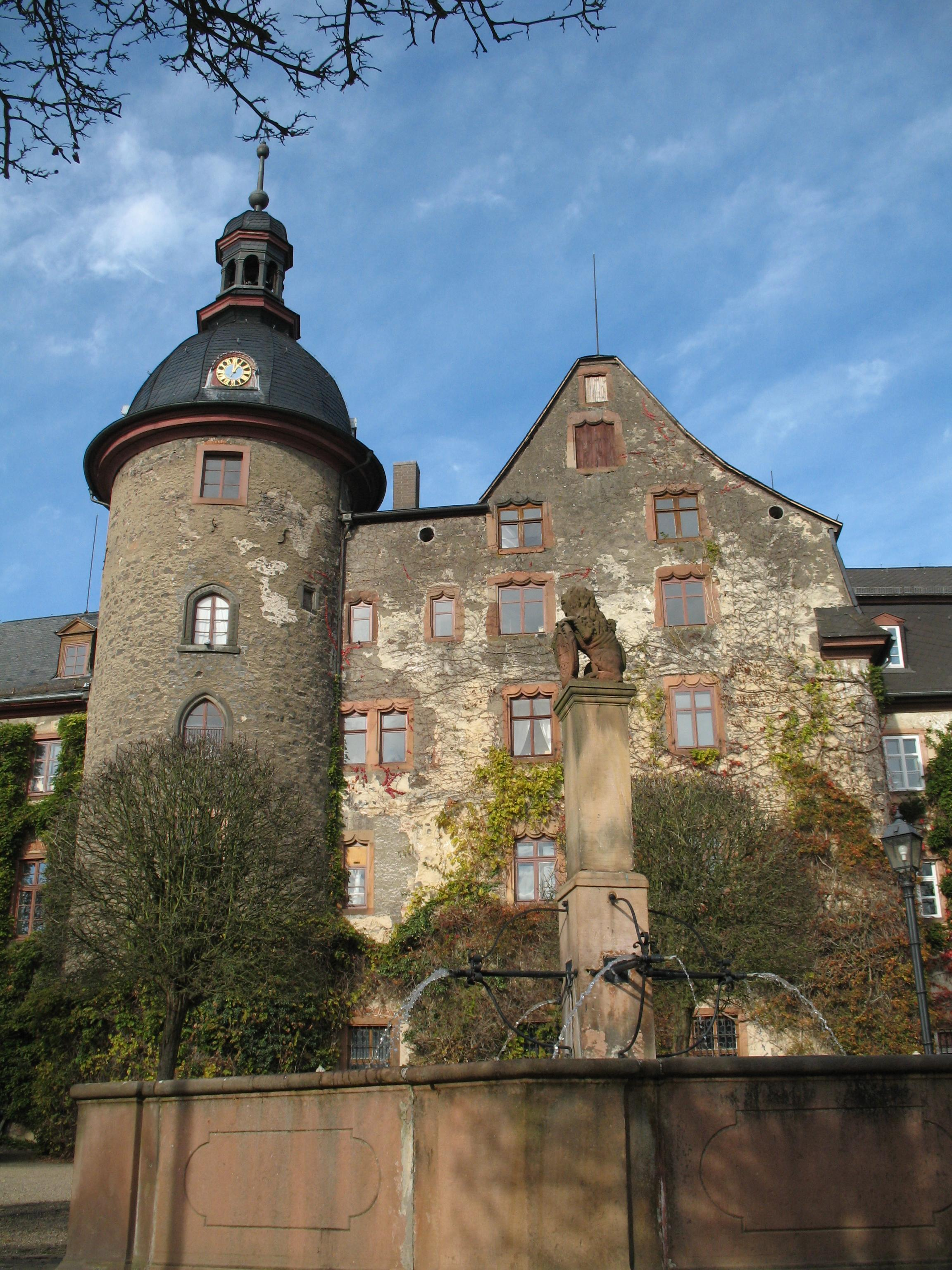
Замок

Лаубах (нем. Laubach) — город в Германии, в земле Гессен. Подчинён административному округу Гиссен. Входит в состав района Гиссен. Население составляет 9 997 человек (на 30 июня 2009 года). Занимает площадь 97,01 км². Официальный код — 06 5 31 010.